# Browning Peninsula
Browning Peninsula är en udde i Antarktis. Den ligger i Östantarktis. Australien gör anspråk på området.
Terrängen inåt land är huvudsakligen platt, men österut är den kuperad. Havet är nära Browning Peninsula åt nordväst. Trakten är obefolkad. Det finns inga samhällen i närheten. 